# Apistogramma personata
Apistogramma personata är en fiskart som beskrevs av Kullander, 1980. Apistogramma personata ingår i släktet Apistogramma och familjen Cichlidae. Inga underarter finns listade i Catalogue of Life.